# Dobřejov
Dobřejov je vesnice, kterou tvoří dvě části patřící dnes k obci Střezimíř a katastrálnímu území Bonkovice: Horní Dobřejov a Dolní Dobřejov. Nejstarší známá zmínka o Dobřejově je z roku 1378, na počátku 16. století byl součástí panství Borotín a roku 1517 již byl rozlišován Dolní a Horní. Na počátku 17. století patřily obě vsi ke tvrzi v Uhřicích. V současné době má dohromady 19 domů a kolem 12 obyvatel.